# Bistum Sulaimaniya
Das Bistum Sulaimaniya (lateinisch Dioecesis Sulaimaniensis Chaldaeorum) war ein mit der römisch-katholischen Kirche uniertes chaldäisch-katholische Bistum mit Sitz in Sulaimaniyya in der Autonomen Region Kurdistan im Irak. Das Bistum wurde am 7. März 1968 gegründet und zum 11. Juli 2013 mit dem Erzbistum Kirkuk unter dem neuen Namen Erzbistum Kirkuk-Sulaimaniya vereinigt.